# 柏進
柏 進（かしわ すすむ、1972年3月16日 - ）は、日本の俳優である。東京都出身。身長170cm。

## 人物・来歴
- 日本体育大学体育学部卒業。
- 父はスポーツジャーナリストで長嶋茂雄、王貞治の番記者を長年務めている柏英樹。
- 叔父はロック歌手で「サルサガムテープ」を主宰するかしわ哲[2]。

## 出演

### テレビドラマ
- 照柿（1995年、NHK）
- 愛がほしい（1996年、CBC系）
- 毛利元就 (NHK大河ドラマ)（1997年、NHK）
- 家族の48時間（1998年、NTV系）
- 家族曲線（1998年、CBC系）
- 盲人探偵・松永礼太郎「復讐幻想」（1998年、NTV系）
- 星屑の町（1999年、CX系）
- それぞれの断崖（2000年、TX系）
- ぼくが地球を救う（2002年、TBS系）- 蒲田 志郎 役（第7話）
- 火曜サスペンス劇場「うさぎと亀2〜川の流れのように〜」（2004年6月、NTV） - 佐々木刑事 役
- キッパリ!（2007年、TBS系） - 鴨下 毅 役
- キッパリ!2（2008年、TBS系） - 鴨下 毅 役
- 日本いにしえの旅（2010年5月3日、BSフジ） - 第8回
- シバトラ〜さらば、童顔刑事スペシャル（2010年5月22日、CX系）

### テレビアニメ
- こちら葛飾区亀有公園前派出所 第197話「圭一・麗子の夫婦漫才」（2000年10月1日、フジテレビ） - 進行係 役

### 舞台
- 劇団夜想会「はつかねずみと人間」（1996年、シアターVアカサカ）
- 星屑の会「クレージーホスト」（1997年7月4日 - 13日、本多劇場）
- 劇団夜想会「ハムレット」（1998年、紀伊國屋ホール）
- 星屑の会「ある晴れた日の自衛隊」（1999年2月18日 - 28日、本多劇場）
- 星屑の会「次郎長漫遊記」（1999年11月17日 - 17日、本多劇場/11月26日 - 27日、三鷹市芸術文化センター星のホール）
- 将門（神田明神境内）
- 劇団夜想会「十二夜」（2001年、紀伊國屋ホール）
- 星屑の会「ストロベリーハウス」（2001年11月21日 - 29日、世田谷パブリックシアター）
- 居残り佐平次（2002年5月2日 - 27日、明治座）
- ライアーガール（2002年8月、天王洲アイルアートスフィア/近鉄劇場）
- WAKUプロデュース vol.8「ONとOFFの間」（2002年12月18日 - 23日、中野ザ・ポケット）
- 劇団夜想会「同期の桜」（2003年・2005年、靖国神社境内特設舞台）
- 劇団夜想会「墓場なき死者」（2003年1月29日 - 2月2日、紀伊國屋ホール）
- 劇団夜想会「三人姉妹」（2004年4月14日 - 18日、紀伊國屋ホール）
- 丹下左膳（2004年12月、新橋演舞場）
- 人情喜劇 火焔太鼓 〜お殿様一生一度の恋患い〜（2005年5月8日 - 30日、明治座）
- WAKUプロデュース vol.10「home2005〜ありえねぇ一夜〜」（2005年10月25日 - 31日、シアターV赤坂）

- bambino - 時田（マネージャー） 役
  - bambino（2006年3月29日 - 4月16日、シアターサンモール）
  - bambino+（2006年12月16日 - 24日、シアターアプル）
  - bambino2（デューエ）（2007年5月18日 - 27日、東京:東京芸術劇場・中ホール/5月29日 - 31日、大阪:大阪メルパルクホール/6月2日 - 3日、名古屋:名鉄ホール）
  - bambino＋in YOKOHAMA（2007年12月23日 - 24日、横浜BLITZ）
  - bambino.0（ゼロ）（2008年5月7日 - 11日、シアターアプル）
  - bambino＋ in apple（プラス・イン・アプル）シゲ LAST LIVE!!（2008年9月17日 - 21日、シアターアプル）
  - bambino3&＋（トゥレ・アンド・プラス）（2009年8月19日 - 30日、東京:シアターサンモール/9月5日 - 6日、神戸:新神戸オリエンタル劇場）
  - bambino.FINAL〜最終章〜（2012年6月6日 - 17日、東京:シアターサンモール/6月22日 - 23日、大阪:サンケイホールブリーゼ）

- 壬生大激戦（みぶ・だいはーど）（2006年7月12日 - 17日、本多劇場）
- 星屑の会「星屑の町〜東京砂漠篇」（2006年9月14日 - 24日、本多劇場）
- WAKUプロデュース vol.11「VS。!ぶぁーさす〜とりあえずビール??〜」（2006年10月4日 - 9日、SPEACE107）
- WAKUプロデュース vol.12 & Kartプロデュース第1弾「Magic〜そこにいてもいなくても〜」（2007年6月29日 - 7月8日、シアターV赤坂）
- 星屑の町〜新宿歌舞伎町篇〜コマ劇場SPECIAL（2008年2月5日 - 29日、新宿コマ劇場）
- ダブルブッキング！（2008年7月18日 - 27日、紀伊國屋ホール&シアタートップス） - 利根川 渡 役
- TEN COUNT 〜秋の章〜（2008年10月30日 - 11月7日、俳優座劇場）
- 散歩道楽「レモンスター」（2008年12月4日 - 7日、シアタートラム）
- うばクラ（2009年1月20日 - 25日、東京芸術劇場・小ホール2）
- 新撰組異聞PEACE MAKER（2009年5月6日 - 10日、東京芸術劇場・小ホール2）
- WAKUプロデュース vol.14「in my life〜いんまいらいふ〜」（2009年6月9日 - 14日、赤坂RED THEATER）
- 奇々怪々〜もののけ達の夜〜（2009年12月2日 - 6日、SPACE107）

- コントンクラブ
  - image2（2010年4月2日 - 11日、シアターサンモール）
  - image3（2010年6月9日 - 13日、シアターサンモール）
  - image4（2011年4月6日 - 17日、シアターサンモール）
  - image5（2011年10月13日 - 23日、本多劇場）
  - image7（2013年5月29日 - 6月9日、博品館劇場）

- abc★赤坂ボーイズキャバレー - 利根川 渡 役
  - abc★赤坂ボーイズキャバレー〜心ごと脱げ!〜（2010年8月18日 - 29日、東京:赤坂ACTシアター/9月3日 - 5日、大阪:サンケイホールブリーゼ）
  - SpinOff「裏」（2010年9月29日 - 10月10日、シアターサンモール）
  - SpinOff「ゲネプロ!」（2011年3月2日 - 6日、博品館劇場）
  - 2回表! -喝! & 勝つ!-（2011年8月24日 - 31日、東京:赤坂ACTシアター/9月3日 - 5日、大阪:シアターBRAVA!）
  - Spin Off 2回裏! -喝! & 勝つ!-（2011年12月7日 - 11日、博品館劇場）
  - 3回表! 〜自分に喝を入れて勝つ!〜（2012年8月21日 - 26日、東京:赤坂ACTシアター/8月31日〜9月2日、大阪:シアターBRAVA!）
  - Spin Off 3回裏! 〜自分に喝を入れて勝つ!〜（2012年9月12日 - 17日、シアターサンモール）
  - 表 FINAL!『最後の放電!』〜自分に喝を入れて勝つ!〜（2013年8月7日 - 11日、東京:赤坂ACTシアター/8月17日 - 18日、大阪:シアターBRAVA!）
  - 裏 FINAL!『最後の充電!』〜自分に喝を入れて勝つ!〜（2013年9月4日 - 8日、博品館劇場）

- WAKUプロデュース vol.15「Michelle〜いるといないは天と地〜」（2010年12月4日 - 9日、赤坂RED THEATER）
- 散歩道楽 サンポジウム2011「愛のレーダー」（2011年2月8日 - 20日、楽園）
- 利根川渡一人芝居「春のシャンソンショー」（2012年3月28日、キッドアイラックアートホール）
- 石川さゆり40周年特別記念公演 貞奴〜世界を翔る〜（2012年3月14日 - 4月10日、明治座）
- 利根川渡一人芝居「夏の人」（2012年8月10日、キッドアイラックアートホール）
- 利根川渡一人芝居「俺のabc★赤坂ボーイズキャバレー」（2012年9月18日、キッドアイラックアートホール）
- 柏進一人芝居「プロフェッショナル〜僕のビフォーアフター〜」（2012年11月10日、キッドアイラックアートホール）
- 柏進一人芝居「銀河鉄道の夜」（2012年12月22日 - 23日、キッドアイラックアートホール）
- ダブルブッキング（2013年1月9日 - 20日、本多劇場/劇小劇場/楽園） - 利根川 渡 役
- 9-ナイン-（2013年3月2日 - 10日、東京:紀伊国屋サザンシアター/3月16日 - 17日、神戸:新神戸オリエンタル劇場） - 村瀬 竜三 役
- 柏進プレゼンツ「柏英樹のノーサイド」（2013年3月11日、キッドアイラックアートホール）
- 柏進一人芝居「僕が作って僕が祝う」（2013年3月16日、HOTEL PIENA KOBE）
- 柏進一人芝居「さあ、夢をかなえよう」（2013年5月3日、キッドアイラックアートホール）
- Susumu Kashiwa Presents 「LOVE」（2013年10月12日 - 14日、キッドアイラックアートホール）
- Susumu Kashiwa presents 柏進20年目のPUNK！「いい男と作りたい4つの芝居」（キッドアイラックアートホール）
  - episode1 with 小笠原健（2013年12月24日 - 25日）
  - episode2 with 兼崎健太郎（2014年1月18日 - 19日）
  - episode3 with 奥田努（Studio Life）/坂本隆行/福山聖二/渡部将之（円盤ライダー）（2014年2月22日 - 23日）
  - episode4 with 鈴木省吾/マンボウやしろ（2014年3月22日 - 23日）
- WATARoom produce 「中野喫茶室」（2014年5月27日 - 6月1日、テアトルBONBON）
- ランプの伯爵プロデュース公演 「見果てぬ夢」（2014年7月30日 - 8月3日、上野ストアハウス）
- WATARoom produce 「vivid contact」（劇場HOPE）
  - 1st contact（2014年10月1日 - 10月4日[13:00]）
  - 2nd contact（2014年10月4日[18:00]- 10月8日）
  - 3rd contact（2014年10月9日 - 10月12日）
- 「CHANGING」〜二つの行方〜（2014年12月3日 - 12月7日、築地ブディストホール）
- WATARoom produce 「VIVID CONTACT -The just-」（2015年1月7日 - 11日、中野ザ・ポケット）
- WATARoom produce 男が泣く理由、教えます「4649」（2015年5月6日 - 10日、テアトルBONBON [中野ポケットスクエア]）
- ワタルームサマーフェスタ2015 「-ワタフェス-」（2015年7月18日 - 20日、テアトルBONBON）
- ワタルームプロデュース vol.5 「-芸祭-」（2015年10月7日 - 12日、中野ザ・ポケット）
- WATARoom produce6 「VIVID CONTACT -re:born-」（2016年1月8日 - 17日、中野ザ・ポケット）
- 舞台「大きな木の下で」〜あの頃俺らの毎日はウザいくらいアツかった〜（2016年3月16日 - 21日、俳優座劇場）
- 劇団S.W.A.T！第53回公演 「私を楽屋につれてって」（2016年4月15日 - 24日、「劇」小劇場） - マリカ 役
- 舞台「逆転検事」〜逆転のテレポーテーション〜（2016年7月15日 - 24日、六行会ホール）
- 舞台「大きな虹のあとで」（2016年8月20日 - 24日、俳優座劇場） - 全7公演のうち8月24日14時公演出演
- 劇団S.W.A.T！第54回公演 「およそ12人の怒れる人々」（9月22日 - 27日、赤坂RED THEATER） - マリカ 役
- 劇団S.W.A.T！第55回公演 「彼女が楽屋で着替えたら」（2017年4月7日 - 16日、「劇」小劇場） - マリカ 役
- 「だめおたちの夜!」 2ndシーズン（ろくでもない夜）
  - 1st （2017年5月20日[20:00]） - マリカ 役
  - 2nd （2017年6月15日[20:00]） - マリカ 役
  - 3rd マリカ、海行くか?（2017年7月30日[20:00]） - マリカ 役
  - 4th マリカモリカ ネバギバ!（2017年9月9日[20:00]） - マリカ 役
- 宮下涼太プロデュースCard Case「お父さんと漫才」（2024年11月22日 - 24日、高田馬場ラビネスト / 11月30日 - 12月1日、深谷市民文化会館 小ホール）[3]